# Fabian Langenskiöld

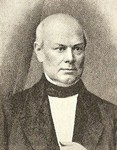
Fabian Langenskiöld

Carl Fabian Theodor Langenskiöld, född 17 november 1810 i Sääksmäki socken, död 29 juni 1863 i Helsingfors, var en finländsk friherre och politiker. Han var far till Gustaf Langenskiöld och Karl Langenskiöld.
Langenskiöld blev student vid Kejserliga Akademien i Åbo 1825, filosofie kandidat 1832 och filosofie magister samma år samt anställdes som translator för ryska språket 1843 vid senaten i Finland och 1847 vid finländska statssekretariatet i Sankt Petersburg. År 1851 blev han förste expeditionssekreterare vid statssekretariatet, 1853 guvernör i S:t Michels 1854 i Nylands samt 1856 i Åbo och Björneborgs län. År 1857 förordnades han till "äldste ledamot" i en kommitté för utarbetande av en noggrann tablå över finansernas i Finland ställning 1853–57, vilken kommittés utlåtande troligen var närmaste anledningen till den åldrige finanschefen Lars Gabriel von Haartmans avgång från senaten. 
Langenskiöld, som redan 1857 blivit senator i Ekonomidepartementet, utnämndes 1858 till von Haartmans efterträdare som chef för senatens Finansexpedition och erhöll därigenom ett betydande inflytande på Finlands öde under en viktig brytningsperiod i dess nyare historia. En mängd åtgärder av avgörande betydelse föranleddes genom hans energiska ingripande. År 1859 utkom förordning om handelsförbindelserna mellan Ryssland och Finland, varigenom en utvidgad marknad i Ryssland bereddes den finska storslöjden. Samma år lossades skråväsendets band. Statens skogshushållning ordnades på ett nytt och bättre sätt. Sågverksindustrin befriades från en mängd skatter och därur följande kontrollstadganden. Uppkomsten av privatbanker befordrades. 
Men framför allt är Langenskiölds namn fäst vid den så kallade myntreformen. År 1860 erhöll Finland sin egen myntenhet i mark och penni; ett särskilt finländskt myntverk inrättades, och flera förberedande åtgärder vidtogs för det slutliga genomförandet av reformen, vilket dock blev Johan Vilhelm Snellman förbehållet. Under de sista åren av hans verksamhet som finanschef vände sig opinionen emot honom. En låneoperation, som utan ständernas medverkan genomfördes hos bankirhuset Rothschild i Frankfurt am Main, ansågs grundlagsvidrig. Med större skäl klandrades hans förhållande i fråga om det så kallade Januariutskottet, till vars tillsättande han tog initiativet. Hans kraft bröts genom det motstånd åtgärden rönte och den stränghet varmed hans handlingssätt bedömdes.